# Rejon tachtamukajski
Rejon tachtamukajski (ros. Тахтамукайский район, Tachtamukajskij rajon, adyg. Тэхъутэмыкъуай район, Tèhʺutèmykʺuaj rajon) – jeden z 7 rejonów w Republice Adygei.
Rejon jest podzielony na 7 osiedli (w nawiasie podano ośrodek administracyjny):
- 2 osiedla miejskie:
  - Eniemskoje gorodskoje posielenije (Eniem)
  - Jabłonowskoje gorodskoje posielenije (Jabłonowskij)
- 5 osiedli wiejskich:
  - Afipsipskoje sielskoje posielenije (Afipsip)
  - Kozietskoje sielskoje posielenije (Koziet)
  - Szendżyjskoje sielskoje posielenije (Szendżyj)
  - Starobżegokajskoje sielskoje posielenije (Starobżegokajskoje)
  - Tachtamukajskoje sielskoje posielenije (Tachtamukaj)